# Jerzkowice
Jerzkowice (kaszub. Jerzkòjce, niem. Jerskewitz) – wieś kaszubska w Polsce, położona w województwie pomorskim, w powiecie bytowskim, w gminie Czarna Dąbrówka, na północnym krańcu Parku Krajobrazowego Dolina Słupi na Pojezierzu Bytowskim.
W latach 1975–1998 wieś należała administracyjnie do województwa słupskiego.
Wieś przy 212, przy trasie nieistniejącej już linii kolejowej (Lębork-Bytów). Na wschód od Jerzkowic znajduje się jezioro Jasień.
Wieś stanowi sołectwo gminy Czarna Dąbrówka.

## Historia
Słownik geograficzny Królestwa Polskiego z roku 1882 używa w opisie miejscowości nazwy „Wierzkowice”, także „Wierzkojce”.